# Dedebit
Dedebit é um clube de futebol profissional da Etiópia situado em Adis Abeba fundado em 1997. Tem como campo o Estádio Adis Abeba com capacidade para 40 mil pessoas.

## História
O clube foi fundado em 1997 como um projeto na área residencial dos oficiais do exercito da Etiópia. O time fez sua estréia no campeonato nacional em 1998 e ganhou na mesma temporada a Copa da Etiópia. Ganhar a Copa da Etiópia significava ter a sua primeira participação garantida na  Copa das Confederações da CAF.
Em 1999 o Dedebit jogou sua primeira partida internacional pela fase preliminar da competição em Dar es Salaam na Tanzânia, no jogo contra o Young Africans marcando cinco gols. Na segunda partida o time marcou mais três gol e passou para a primeira fase com um placar agregado de 8-1. Apesar de seu começo na competição, o Dedebit foi eliminado nas quartas de final, perdendo para o Haras El Hodood do Egito por 2-1 no placar agregado. Na temporada de 2004 - o Dedebit terminou em segundo lugar no campeonato nacional, ficando atras do St George.

## Títulos
- Copa da Etiópia: 2

- 1997/98, 1998/99.

## Desempenho nas Competições da CAF
- Copa das Confederações da CAF: 2 Participação

- 1999 e 2002 - Eliminado nas quartas de final